# ヌイグルマー
『ヌイグルマー』は、大槻ケンヂ率いる特撮の2枚目のアルバムである。2000年10月25日に徳間ジャパンコミュニケーションズよりリリース。

## 解説
前作『爆誕』より約8か月後のリリース。シングル「ジェロニモ」が収録されている。初回限定版では「ケテルビー (Demo Version)」が収録されている。
2008年12月10日にリマスタリング盤が発売された。

## 収録曲
1. ヌイグルマー 〜序章〜
作詞：大槻ケンヂ / 作曲：NARASAKI / 編曲：特撮
2. 戦え! ヌイグルマー
作詞：大槻ケンヂ / 作曲：NARASAKI / 編曲：特撮
テレビ神奈川『Mutoma JAPAN』テーマソング
3. ジェロニモ
作詞：BAKI, BARY  / 補作詞：大槻ケンヂ / 作曲：NAOKI / 編曲：特撮
4. 爆弾ピエロ
作詞：メーテル（レモンフーリガン） / 作曲：NARASAKI / 編曲：特撮
5. バーバレラ
作詞：大槻ケンヂ / 作曲：NARASAKI / 編曲：特撮
6. 企画物AVの女
作詞・作曲：大槻ケンヂ / 編曲：特撮
7. ケテルビー (Album Version)
作詞：大槻ケンヂ、Albert Ketelbey / 作曲：NARASAKI、Albert Ketelbey / 編曲：特撮
8. 愛の木星
作詞：メーテル（レモンフーリガン） / 作曲：社長（レモンフーリガン） / 編曲：特撮
9. トンネルラブ
作詞：大槻ケンヂ / 作曲：NARASAKI / 編曲：特撮
10. アザナエル (Vo.NARASAKI)
作詞：大槻ケンヂ / 作曲：NARASAKI / 編曲：特撮
11. ゼルダ・フィッツジェラルド
作詞：大槻ケンヂ / 作曲：三柴理 / 編曲：特撮
12. マタンゴ
作詞：大槻ケンヂ / 作曲：筋肉少女帯 / 編曲：特撮
13. ケテルビー (Demo Version)
作詞・作曲記載無し
初回限定盤のみ